# Tatre (gorovje)
Tatre (izgovorjava [ˈtatri]) ali v poljščini (izgovorjava [ˈtatrɨ]) - plurale tantum), so gorovje v Zahodnih Karpatih ki tvorijo naravno mejo med Slovaško in Poljsko. So najvišje gore v Karpatih, imenovane tudi Visoke Tatre za razliko od Nizkih Tater (slovaško Nízke Tatry), ločenega slovaškega gorovja južneje.
Tatre zavzemajo površino 785 kvadratnih kilometrov, od tega približno 610 kvadratnih kilometrov (77,7 %) na Slovaškem in približno 175 kvadratnih kilometrov (22,3 %) na Poljskem. Najvišji vrh, imenovan Gerlachovský štít, z 2655 m je severno od Poprada, v celoti na Slovaškem. Najvišja točka na Poljskem, Rysy, z 2499 m je južno od Zakopanov, na meji s Slovaško.
Dolžina Tater, merjena od vzhodnega vznožja Kobylí vrch (1109 m) do jugozahodnega vznožja Ostrý vrch (1128 m), v ravni črti, je 57 km (ali 53 km po nekaterih trditvah in strogo vzdolž glavnega grebena, 80 km. Razpon je širok le 19 km. Glavni greben Tater poteka od vasi Huty na zahodnem koncu do vasi Ždiar na vzhodnem koncu.
Tatre so zdaj zaščitene z zakonom z ustanovitvijo narodnega parka Tatre na Slovaškem in narodnega parka Tatre na Poljskem, ki sta skupaj vključena v Unescovo svetovno mrežo biosfernih rezervatov. 
Leta 1992 je UNESCO skupaj določil poljske in slovaške parke za čezmejni biosferni rezervat v Svetovni mreži biosfernih rezervatov v okviru svojega programa Človek in biosfera.

## Etimologija
Prvi pisni zapis imena je iz leta 999, ko se je češki vojvoda Boleslav II. na smrtni postelji spomnil, kdaj se je vojvodina Češka razširila na Tritri montes. Druga omemba je v dokumentu Henrika IV. iz leta 1086, kjer je omenil praško škofijo s gorovjem Tritri. Še ena je leta 1125, kjer kronike Chronica Boemorum omenjajo ime Tatri.
Machek je leta 1931 dal prednost teoriji poljskega jezikoslovca Rozwadowskega s zlogovnim r, kot je v besedah chrt (češki hrt), smrt (češko smrt). V češčini je ta zlog včasih s samoglasniki i, e ali u, na primer črný – černý, tako da bi bila češka predelava iz Tritri/Tritry v Trtry. V poljščini je izraz Tatry prvič omenjen leta 1255. Zlogovniški r ima v poljščini pogosto samoglasnika na obeh straneh, tako da lahko v primeru Tarty rekonstruiramo ime v Tartry, kjer je samoglasnik a nastal pred zlogovnim r, ki se je disimiliral. To teorijo podpirajo madžarske oblike izraza Turtur, Turtul, Tortol iz 12. do 14. stoletja. Ni znano, kako je izgledal slovaški izraz do 17. stoletja, ko se prvič omenja oblika Tatry, ki je bila verjetno prevzeta iz poljščine in je kasneje prišla v češčino in madžarščino. Izraz Tatra se pojavlja tudi kot splošen izraz v slovaščini za nerodovitno ali kamnito zemljo, pa tudi v Mali Rusiji za skale in kamne v reki. Machek poudarja, da ime nima slovanskega izvora in omenja teorijo Rozwadowskega o ilirskem poreklu zaradi povezave s hercegovskim visokogorjem, imenovanim Tatra, ki je tako prevzeto od lokalnih prebivalcev. Ime je tudi blizu ukrajinski besedi za prod, toltry.

## Pregled
Tatre so gorovje valovite narave, ki izvira iz alpidske orogeneze in je zato značilno razmeroma mlado ozemlje, precej podobno pokrajini Alp, čeprav bistveno manjše. Je najvišje gorovje v Karpatih.
Sestavljeno je iz notranjih gorskih verig:
- Vzhodne Tatre (Východné Tatry, Tatry Wschodnie), ki jih sestavljajo:
  - Beljanske Tatre (Belianske Tatry, Tatry Bielskie) ijn
  - Visoke Tatre (Vysoké Tatry, Tatry Wysokie)
- Zahodne Tatre (slovaško Západné Tatry, poljsko Tatry Zachodnie)

Zaradi splošne narave Tater, skupaj z njihovo enostavno dostopnostjo, so priljubljene med turisti in raziskovalci. Zato so te gore priljubljeno območje zimskih športov z letovišči, kot sta Poprad in mesto Vysoké Tatry (mesto Visokih Tater) na Slovaškem, ustanovljeno leta 1999, vključno z nekdanjimi ločenimi letovišči: Štrbské Pleso, Starý Smokovec in Tatranská Lomnica ali Zakopane, imenovan tudi "zimska prestolnica Poljske". Visoke Tatre s svojimi 24 (ali 25) vrhovi, ki presegajo 2500 m nadmorske višine, skupaj z Južnimi Karpati predstavljajo edino obliko alpske pokrajine v celotni 1200 km dolžini Karpatov.

## Lastniški in mejni spori
Do konca Prve poljske republike meja z Ogrsko kraljevino v Tatrah ni bila natančno določena. Tatre so postale nezasedeno obmejno ozemlje. 20. novembra 1770 je avstrijska vojska pod krinko zaščite pred epidemijo kuge v Podolju vdrla na poljsko ozemlje in oblikovala sanitarni kordon ter zavzela Sądecczyzno, Spiš in Podhale. Dve leti pozneje je prva delitev Poljske ozemlje dodelila Avstriji. Leta 1824 je Zakopane in okolico Morskega oka od oblasti avstrijskega cesarstva kupil Madžar Emanuel Homolacs. Ob nastanku Avstro-Ogrske leta 1867 so Tatre postale naravna meja med državama dvojne monarhije, sama meja pa še vedno ni natančno določena. Leta 1889 je poljski grof Władysław Zamoyski na dražbi kupil regijo Zakopane skupaj z območjem okoli Morskega oka. Zaradi številnih sporov o lastništvu zemljišč v poznem 19. stoletju je prišlo do poskusov določitve meje. Vse do leta 1897 so bili neuspešni, zadeva pa je šla na mednarodno sodišče, ki je 13. septembra 1902 določilo točen potek avstro-ogrske meje na spornem območju.
Nov krog mejnih sporov med Poljsko in Češkoslovaško se je začel takoj po koncu prve svetovne vojne, ko sta bili ti državi ustanovljeni. Med drugim je Poljska zahtevala lastništvo velikega dela regije Spiš. Ta zahtevek je vključeval tudi dodatne dele gorovja Tatre. Po več letih obmejnih konfliktov je bila leta 1925 podpisana prva pogodba (ki jo je omogočilo Društvo narodov), pri čemer je Poljska prejela majhen skrajni severni del regije Spiš, tik pred (severovzhodno od) gorovja Tatre, torej ne spreminjanje meje v samih gorah. Med drugo svetovno vojno je bilo več poskusov obeh sprtih strani, da bi zasedle več ozemlja, vendar je končni sporazum, podpisan leta 1958 (velja še danes), ohranila mejno črto, dogovorjeno leta 1925.

### Meje in pohodništvo
Z razpadom Avstrijskega cesarstva leta 1918 in ustanovitvijo Poljske in Češkoslovaške so Tatre začele deliti mednarodne meje. To je pohodnikom povzročalo precejšnje težave, saj je bilo prestopanje meje brez uradne mejne kontrole nezakonito, dolga desetletja pa nikjer na mejnem grebenu ni bilo kontrolnih točk za pohodnike. Najbližja cestna mejna prehoda sta bila Tatranská Javorina - Łysa Polana in Podspády - Jurgów na vzhodu ter Suhá Hora - Chochołów na zahodu. Tiste, ki so prestopili drugje, so mejni policisti obeh držav namreč pogosto oglobili ali celo pridržali. Po drugi strani pa je bila prepustna meja v Tatrah močno izkoriščena tudi za čezmejno tihotapljenje blaga, kot so alkohol, tobak, kava itd., med Poljsko in Češkoslovaško. Šele leta 1999, več kot 80 let po razpadu Avstrijskega cesarstva, sta vladi Poljske in Slovaške podpisali sporazum o določitvi več mejnih prehodov brez osebja (z le nerednimi naključnimi kontrolami mejne policije) za pohodnike in kolesarje na 444 km dolgi poti Slovaško-poljske meje. Eden od teh mejnih prehodov je nastal v samih Tatrah, na vrhu vrha Rysy. Še vedno pa je bilo veliko drugih vrhov in prelazov, kjer so čez mejo potekale planinske poti, kjer pa je prehod ostal nezakonit. Stanje se je končno izboljšalo leta 2007, ko sta obe državi vstopili v schengensko območje. Od takrat je mejo zakonito prečkati na kateri koli točki (tj. nobene druge uradne kontrolne točke niso bile določene). Pravila nacionalnih parkov na obeh straneh meje še vedno veljajo in omejujejo gibanje na uradne pohodniške poti ter (zlasti na slovaški strani) predpisujejo obsežne sezonske zapore zaradi zaščite prostoživečih živali.

## Podnebje
Tatre ležijo v zmernem podnebnem pasu srednje Evrope. So pomembna ovira za gibanje zračnih mas. Njihova gorata topografija povzroča eno najbolj raznolikih podnebij v tej regiji.
Največ padavin je zabeleženih na severnih pobočjih. V juniju in juliju mesečna količina padavin doseže okoli 250 mm. Padavine so od 215 do 228 dni na leto. Nevihte se v povprečju pojavljajo 36 dni na leto.
Največja debelina na vrhu znaša:
- na Poljskem - Kasprowy Wierch: 355 cm
- na Slovaškem - Lomnický Štít: 410 cm

Vrhovi so včasih skozi vse leto pokriti s snegom ali ledom. Snežni plazovi so pogosti.
Ekstremne temperature segajo od −40 °C pozimi do 33 °C v toplejših mesecih. Temperature se spreminjajo tudi glede na nadmorsko višino in osončenost določenega pobočja. Temperature pod 0 °C na vrhovih trajajo 192 dni.

### Vetrovi
Povprečna hitrost vetra na vrhovih je 6 m/s.
- južni vetrovi na severni strani
- zahodni vetrovi pri dnu Tater (porečje Orava-Nowy Targ)
- fen (poljsko halny) se najpogosteje pojavlja med oktobrom in majem. Je topel in suh ter lahko povzroči veliko škodo.
- Največja hitrost vetra 288 km/h (6. maj 1968).[8]

19. novembra 2004 je velike dele gozdov v južnem slovaškem delu Visokih Tater poškodovalo močno neurje. Izruvanih je bilo tri milijone kubičnih metrov drevja, dve osebi sta umrli, več vasi pa je popolnoma odrezanih. Nadaljnjo škodo je povzročil kasnejši gozdni požar in trajalo bo veliko let, dokler se lokalna ekologija popolnoma ne obnovi. 

## Rastlinstvo
V Tatrah je raznoliko rastlinstvo. V njih raste več kot 1000 vrst žilnih rastlin, približno 450 mahov, 200 jetrenjakov, 700 lišajev, 900 gliv in 70 sluzavk. V Tatrah je pet podnebno-rastlinskih pasov.
Razporeditev rastlin je odvisna od nadmorske višine:
- do 1300 m: karpatski bukov gozd; skoraj brez grmovnega sloja, zelnati sloj zavzema večino gozdnih tal
- do 1550 m: smrekov gozd; grmovni sloj je slabo razvit, glavni del so mahovi
- do 1800 m: rušje (Pinus mugo), številna zelišča
- do 2300 m: visokogorski travniki
- od 2300 m navzgor: gola skala in skoraj brez vegetacije (večinoma lišaji)

## Živalstvo
Tatre so dom številnim živalskim vrstam: 54 počasnikov, 22 vrtinčarjev, 100 kotačnikov, 22 ceponožcev, 162 pajkov, 81 mehkužcev, 43 sesalcev, 200 ptic, 7 dvoživk in 2 plazilca.
Najpomembnejši sesalci so Tatrski gams, alpski svizec, evropska snežna voluharica, rjavi medved, volk, ris, navadni jelen, srna in divja svinja. Pomembni ribi sta potočna postrv (Salmo trutta) in alpski bikovec (Cottus poecilopus).
Med endemične vrste členonožcev sodijo mladoletnice, pajek Xysticus alpicola in skakači (členonožci).

## Vrhovi
- Gerlachovský štít (2655 m), najvišji vrh Slovaške
- Kriváň (2495 m), simbol države na 1,2 in 5 evrskih centih
- Pogled z Lomnický štít (2634 m)
- Observatorij Skalnaté pleso (1751 m)
- Bystrá (2248 m)
- Kościelec (2155 m)

### Vzhodne Tatre
- Gerlachovský štít - 2655 m (Slovaška)
- Lomnický štít - 2634 m (Slovaška)
- Ľadový štít - 2627 m (Slovaška)
- Pyšný štít - 2621 m (Slovaška)
- Zadný Gerlach - 2616 m (Slovaška)
- Lavínový štít - 2606 m (Slovaška)
- Ľadová kopa - 2602 m (Slovaška)
- Kotlový štít - 2601 m (Slovaška)
- Malý Pyšný štít - 2592 m (Slovaška)
- Kežmarský štít - 2558 m (Slovaška)
- Vysoká - 2547 m (Slovaška)
- Končistá - 2538 m (Slovaška)
- Baranie rohy - 2526 m (Slovaška)
- Dračí štít - 2523 m (Slovaška)
- Ťažký štít - 2520 m (Slovaška)
- Malý Kežmarský štít - 2513 m (Slovaška)
- Rysy - 2503 m, 2499 m (Slovaška/Poljska)
- Kriváň - 2495 m (Slovaška)
- Slavkovský štít - 2452 m (Slovaška)
- Batizovský štít - 2448 m (Slovaška)
- Veľký Mengusovský štít (Slovak); Mięguszowiecki Szczyt Wielki (Poljska) - 2438 m (Slovaška/Poljska)
- Malé Rysy (Slovak); Niżnie Rysy (Poljska) - 2430 m (Slovaška/Poljska)
- Východna Vysoka - 2429 m (Slovaška)
- Východný Mengusovský štít (Slovaška); Mięguszowiecki Szczyt Czarny (Poljska) - 2410 m (Slovaška/Poljska)
- Prostredný Mengusovský štít (Slovaška); Mięguszowiecki Szczyt Pośredni (Poljska) - 2393 m (Slovaška/Poljska)
- Čubrina (Slovak); Cubryna (Poljska) - 2376 m (Slovaška/Poljska)
- Svinica (Slovak); Świnica (Poljska) - 2301 m (Slovaška/Poljska)
- Kozi Wierch - 2291 m (Poljska)
- Jahňaci štít - 2230 m (Slovaška)
- Zamarła Turnia - 2179 m (Poljska)
- Kościelec - 2155 m (Poljska)
- Mnich - 2068 m (Poljska)

### Zahodne Tatre
- Bystrá - 2248 m (Slovaška)
- Jakubina - 2194 m (Slovaška)
- Baranec - 2184 m (Slovaška)
- Baníkov - 2178 m (Slovaška)
- Klin (Slovak); Starorobociański Wierch (Poljska) - 2176 m (Slovaška/Poljska)
- Pachoľa - 2167 m (Slovaška)
- Hrubá kopa - 2166 m (Slovaška)
- Nižná Bystrá - 2163 m (Slovaška)
- Štrbavy - 2149 m (Slovaška)
- Jalovecký príslop - 2142 m (Slovaška)
- Hrubý vrch (Slovak); Jarząbczy Wierch (Poljska) - 2137 m (Slovaška/Poljska)
- Tri kopy - 2136 m (Slovaška)
- Veľká Kamenistá (Slovaška); Kamienista (Poljska) - 2126 m (Slovaška/Poljska)
- Krzesanica - 2122 m (Slovaška/Poljska) - summit of Czerwone Wierchy / Red Mountains
- Volovec (Slovak); Wołowiec (Poljska) - 2064 m (Slovaška/Poljska)
- Kasprov vrch (Slovak); Kasprowy Wierch (Poljska) - 1987 m (Slovaška/Poljska)
- Giewont - 1894 m (Poljska)
- Sivý vrch - 1809 m (Slovaška)

## Turizem
Leta 1683 je anonimni avtor izdal knjigo dogodivščin in izletov po Tatrah. Postal je zelo priljubljen v Evropi in prispeval k rasti turizma v Tatrah. Kot se je pozneje izkazalo, je njen avtor Daniel Speer, rojen v Vroclavu, ki je nekaj časa živel v regiji pod Tatrami.
Priljubljena turistična destinacija na Poljskem so Zakopane, vendar razvita turistična baza vključuje tudi Kościelisko, Poronin, Biały Dunajec, Bukowina Tatrzańska, Białka Tatrzańska, Murzasichle, Małe Ciche, Ząb, Jurgów, Brzegi.
Na Slovaškem je najpomembnejša turistična baza mesto Vysoké Tatry, sestavljeno iz treh delov: Štrbské Pleso, Starý Smokovec in Tatranská Lomnica.
Poljska »narodna gora« (pomembno predstavljena v mitih in folklori) je Giewont, medtem ko je slovaška Kriváň.

### Poti
Orla Perć velja za najtežjo in najnevarnejšo gorsko pot v Tatrah, primerna le za izkušene pohodnike in plezalce. Leži izključno v poljskem delu Tater, leta 1901 jo je osvojil Franciszek Nowicki, poljski pesnik in gorski vodnik, vzpostavljena pa je bila med letoma 1903-1906. Od vzpostavitve poti je življenje izgubilo več kot 100 posameznikov. Pot je označena z rdečimi znaki. Smrt poljskega filozofa Bronisława Bandrowskega vodniki pogosto uporabljajo kot opozorilo za pohodnike. Storil je samomor, potem ko je bil več dni ujet na skalni polici na eni od poti blizu Zakopanov.
Najvišja točka v gorovju Tatre, do katere lahko prosto dostopate po označeni poti, je Rysy.
Večina vrhov v Zahodnih Tatrah (na obeh straneh meje), vključno z glavnim grebenom, je prosto dostopnih po pohodniških poteh. V slovaškem delu Vzhodnih Tater je samo sedem vrhov (od 48 z vsaj 100 m višino) dostopnih po pohodniških poteh (Rysy, Svinica/Świnica, Slavkovský štít, Kriváň, Kôprovský štít, Východná Vysoká in Jahňací štít ). Dva od teh (Rysy in Svinica/Świnica) sta na meji s Poljsko in sta dostopna s poljske strani. Ostali vrhovi na slovaški strani (vključno z najvišjim, Gerlachovský štít) so dostopni le v spremstvu certificiranega gorskega vodnika. Člani UIAA se lahko nanje povzpnejo brez pooblaščenega vodnika, vendar ne po običajnih (najlažjih) poteh (od III. težavnostne stopnje).
Na Slovaškem je večina pohodniških poti v Tatrah zaprta od 1. novembra do 15. junija. Odprte so samo poti od naselij do planinskih koč. Na Poljskem so poti odprte vse leto.

## Človeška prisotnost
V 18. in 19. stoletju so planine uporabljali za pašo ovac in rudarjenje. Veliko dreves je bilo posekanih, da bi naredili pot ljudem. Čeprav so bile te dejavnosti ustavljene, je učinek še vedno viden. Poleg tega onesnaženje iz industrializiranih regij Krakova na Poljskem ali Ostrave na Češkem ter priložnostni turizem povzročajo znatno škodo. Prostovoljci pa pogosto sprožijo akcije odstranjevanja smeti na obeh straneh meje.
Slovaški narodni park Tatre (Tatranský národný park; TANAP) je bil ustanovljen leta 1949 (738 km2), sosednji poljski narodni park Tatre (Tatrzański Park Narodowy) pa leta 1954 (215,56 km2). Oba parka sta bila leta 1993 skupaj dodana na Unescov seznam biosfernih rezervatov.
Leta 2013 je Mednarodna zveza za varstvo narave slovaškemu TANAP-u zagrozila z odvzemom statusa narodnega parka zaradi velikih investicij (predvsem v smučarsko infrastrukturo) v parku, ki resno posegajo v krajino in naravo.

## V popularni kulturi
- Tema pesmi Nad Tatrou sa blýska je, da je v Tatrah nevihta. Pesem je bila drugi del dvojne državne himne Češkoslovaške od leta 1918 do njene razpustitve leta 1993, od takrat pa je postala himna Slovaške.
- Simfonično pesnitev V Tatrách (op. 26) češkega skladatelja Vítězslava Nováka iz leta 1902 so neposredno navdihnile gore.
- Smučarski film iz leta 1930, posnet v Tatrah na Poljskem. nevaasport.com. Arhivirano iz izvirnika 21. junija 2007.
- Film Ravenous iz leta 1999 so posneli v gorovju Tatre.[15]
- Leta 2006 so bollywoodski film Fanaa, ki prikazuje kraje v Kašmirju, posneli v Zakopanah, predvsem zaradi tveganj, povezanih z uporništvom v Kašmirju, pa tudi zaradi nekaterih podobnosti v gorski pokrajini.[16]
- Leo Frankowski v svojih znanstvenofantastičnih romanih iz serije Conrad Stargard večkrat omenja Tatre.